# بين كيسي
بين كيسي (بالإنجليزية: Ben Casey)‏ هو مسلسل دراما تم إنتاجه في الولايات المتحدة. بدأ عرضه في سنة 1961 على هيئة الإذاعة الأمريكية. بلغ عدد مواسم المسلسل 5 مواسم، بلغ عدد حلقاته 153 حلقة، وتبلغ مدة الحلقة الواحدة 60 دقيقة. المسلسل من تأليف جيمس موسر، بث المسلسل لأول مرة بتاريخ 2 أكتوبر 1961 بينما تم بث آخر حلقة منه بتاريخ 21 مارس 1966. من بطولة فينس إدواردز، نيك دينيس، جون زارمبا وستيلا ستيفنز.

## روابط خارجية
- بين كيسي على موقع IMDb (الإنجليزية)
- بين كيسي على موقع الموسوعة البريطانية (الإنجليزية)
- بين كيسي على موقع روتن توميتوز (الإنجليزية)
- بين كيسي على موقع كينوبويسك (الروسية)
- بين كيسي على موقع ألو سيني (الفرنسية)
- بين كيسي على موقع قاعدة بيانات الفيلم (الإنجليزية)